# 丘坛
丘坛（羅馬化：bamoṯ）是建于山顶的简易宗教设施，通常包括平台、祭坛、立石和石冢。丘坛与庭院中的神龛、圣树或圣树林一起，丘坛是古代近东地区最常见的虔诚公共场所，最迟出现于青铜时代早期。

## 希伯来圣经

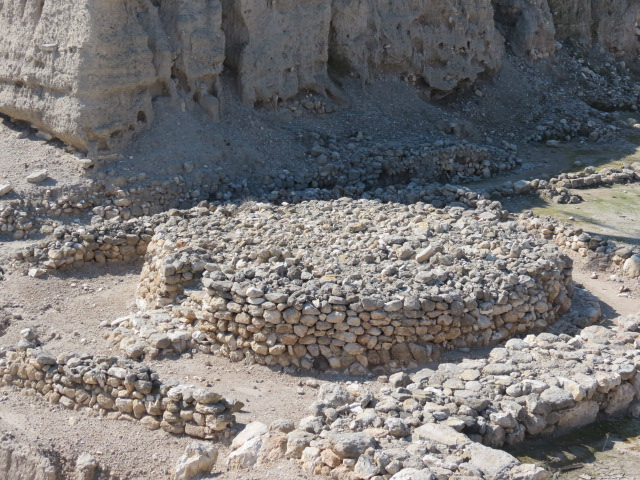
米吉多丘坛

从希伯来圣经和现存遗迹，我们可以大致了解这种礼拜场所的面貌。它通常位于城镇上方的山丘上，例如在拉玛（撒母耳记上 9:12–14）；那里有一块石碑（matzevah），作为神的座位，以及一根亚舍拉柱（以女神亚舍拉命名），标志着该地的神圣，其本身也是崇拜的对象；那里有一座石坛（מִזְבֵּחַ mizbeḥ，“屠宰场”），通常规模庞大，由坚硬的岩石凿成，或用未经雕琢的石头砌成（出埃及记 20:21 ），用于焚烧祭品；还有一个蓄水池，或许还有矮石桌，用于为祭品穿衣；有时还有一个大厅（לִשְׁכָּה lishkah），用于举行祭祀盛宴。